# 新竹市立馬偕兒童醫院
新竹市立馬偕兒童醫院是位於台灣新竹市東區的一所兒童醫院，由新竹市政府委託馬偕醫療財團法人興建經營。
原址為中華民國國防部土地，新竹市政府購得土地後以BOT模式設置新竹市兒童醫院，由台灣基督長老教會馬偕醫療財團法人興建營運。醫院地下四層、地上十層，於2022年11月1日正式營運。

## 歷任院長
| 任別 | 姓名   | 任期     | 備註 |
| ---- | ------ | -------- | ---- |
| 1    | 楊俊仁 | 2022年－ | 現任 |

## 樓層使用
| 樓層 | 用途 |
| ---- | --- |
| 10   | 行政中心 醫師研究室 育成中心 核心實驗室 病理科                                                                      |
| 9    | 國際會議廳 圖書館 臨床技能訓練中心                                                                                  |
| 8    | 8A病房（8A01－8A21） 8B病房（8B01－8B22）                                                                           |
| 7    | 7A病房（7A01－7A21） 7B病房（7B01－7B23）                                                                           |
| 6    | 小兒加護中心 新生兒中重度病房 6A病房（6A01－6A16）                                                                  |
| 5    | 生殖醫學中心 嬰兒室 5A病房（5A01－5A22） 挪亞方舟空中花園                                                           |
| 4    | 手術室 產房 安胎病房（401－407）                                                                                    |
| 3    | 婦產科門診 婦產科超音波室 妊娠評估中心 尿動力室 兒童發展評估及療育中心 神經科 復健科 精神科 中醫門診 掛號、批價櫃檯 |
| 2    | 兒科 眼科 牙科 耳鼻喉科 健兒門診 兒癌門診 生理檢查科 掛號、批價櫃檯                                                 |
| 1    | 急診室 藥局 放射科 病理檢驗科 服務台 門診注射室 發燒篩檢站 掛號、批價櫃檯 住院中心 轉診中心 美食廣場 警衛室         |
| B1   | 美食廣場 社會服務課 病歷室 病理檢驗科 藥庫 總務課 保管組卸貨區 停車場                                               |
| B2   | 營養課 供應中心 工務課 停車場                                                                                       |
| B3   | 停車場 |
| B4   | 停車場 安息室 |

## 相關事件
民眾黨指控容積率暴增
2024年9月初民眾黨主席柯文哲因牽涉京華城案被羈押禁見於台北看守所，民眾黨立法院黨團主任陳智菡在9月9日發文質疑新竹馬偕兒童醫院容積率從250％暴增至450％，指控民進黨籍前新竹市市長、新竹市議員林智堅圖利馬偕，但民眾黨新竹市議員李國璋告發一年來都沒有人去調查，指責執政當局對待兒童醫院與京華城的容積率爭議雙標。
林智堅回應，馬偕是BOT案，產權歸市政府所有，屬於公益性的醫療事業，不應與京華城的財團私利混為一談，而且高等行政法院早已判定容積率調整合法無誤。民進黨籍新竹市議員劉崇顯稱該醫院是新竹唯一的兒童醫院，讓新竹及鄰近地區的重症兒童無需奔波前往雙北就醫，增加容積率是要將婦產科一同納入規劃，劉崇顯又稱馬偕兒童醫院案提高容積，是為了新竹地區兒童的就醫權益，柯文哲提高京華城容積是為了財團如沈慶京等人的商業利益，在本質上根本不同，批評民眾黨採取污衊醫療人員的手段作為柯文哲涉貪的遮羞布。新竹馬偕醫院表示對民眾黨的指控不予置評。
新竹馬偕兒童醫院院長翁順隆在9月12日出席公開活動後與媒體聊天時指出，兒童醫院不是賺錢的醫院，且新竹兒醫是BOT案，土地及建物最後都歸市府所有，若要說圖利也是市政府、兒童及民眾，醫院是救人的地方、不管政治。

## 外部連結
- 新竹市立馬偕兒童醫院網站 （页面存档备份，存于）